# Hermine Braga-Jaff

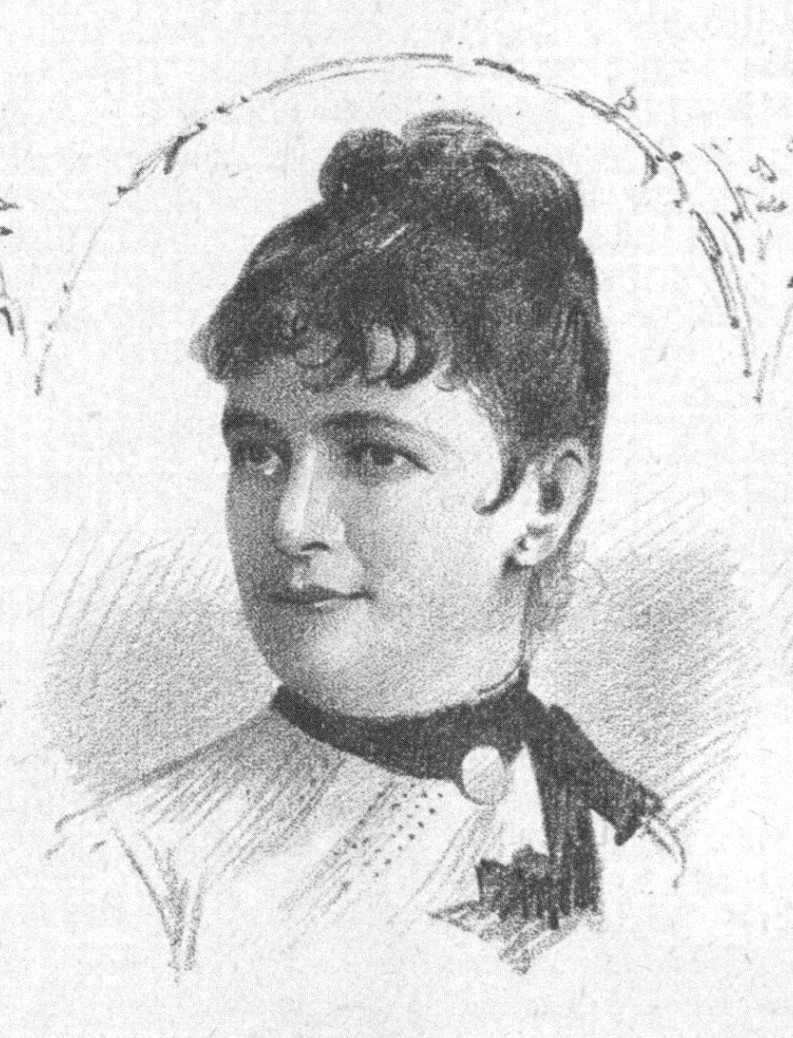
Fräulein Braga im Jahre 1886

Hermine Braga-Jaff, eigentlich Hermine Prager (* 4. Juli 1857 in Groß-Kanizsa, Königreich Ungarn; † 10. September 1940 in Wien) war eine ungarische Opernsängerin (Sopran) und Gesangspädagogin.

## Leben
Hermine Prager wurde als Tochter des nicht wohlhabenden, jüdischen Ladenbesitzers Sigmund Prager in der ungarischen Kleinstadt Nagykanisza geboren. Ihre ältere Schwester Eugene heiratete den Wiener Pianisten und Musikkritiker Franz Pyllemann. Hermine folgte den beiden nach Wien.
Ihr Debüt feierte Hermine am 1. September 1877 an der Wiener Hofoper in der Partie der „Marguerite de Valois“ in den Hugenotten von Giacomo Meyerbeer, wo sie bis 1888 verblieb.
Am 14. November 1886 heiratete sie im Stadttempel Wien Julius Jaff. 1888 endete ihr Engagement.
Seit ihrem Scheiden nahm sie kein festes Engagement mehr an, sondern ging einer Gastspieltätigkeit nach. Ihren Wohnsitz behielt sie in Wien. Diese Gastspiele führten sie an die ersten Operntheater in Deutschland und im Winter 1890 an die Grand Opéra Paris. Gegen Ende der 1890er Jahre arbeitete sie als Gesangspädagogin in Prag.
In Wien wurde sie auf dem Zentralfriedhof bestattet.